# NJPW Sengoku Lord in Nagoya
NJPW Sengoku Lord in Nagoya es un evento anual de pago por visión producido por la empresa de lucha libre profesional New Japan Pro-Wrestling (NJPW). El evento fue establecido en 2019 y se celebra en el Aichi Prefectural Gymnasium en la ciudad de Nagoya, Japón. La primera edición del evento se transmitió exclusivamente por la plataforma de streaming de NJPW: NJPW World, mientras que la segunda edición también se transmitió en Japón a través del canal de televisión por suscripción TV Asahi Channel 1. El nombre del evento hace referencia al Período Sengoku de la historia de Japón, siendo la ciudad de Nagoya un importante área en ese momento.

## Fechas y lugares
| Evento                        | Fecha               | Lugar         | Estadio                     | Asistencia | Evento principal               |       |
| ----------------------------- | ------------------- | ------------- | --------------------------- | ---------- | ------------------------------ | ----- |
| Sengoku Lord in Nagoya (2019) | 20 de abril de 2019 | Nagoya, Japón | Aichi Prefectural Gymnasium | 4.731      | Kota Ibushi vs. Zack Sabre Jr. | [ 4 ] |
| Sengoku Lord in Nagoya (2020) | 25 de julio de 2020 | 2.200         | Evil vs. Hiromu Takahashi   | [ 5 ]      |                                |       |

## Ediciones

### 2019
Sengoku Lord in Nagoya 2019 tuvo lugar el 20 de abril de 2019 desde el Aichi Prefectural Gymnasium en Nagoya, Japón.
En paréntesis se indica el tiempo de cada combate:
- Ren Narita y Shota Umino derrotaron a Yuya Uemura y Yota Tsuji (7:37).
  - Narita cubrió a Uemura después de un «Bridging Front Suplex».
- Suzuki-gun (TAKA Michinoku, El Desperado, Yoshinobu Kanemaru, Taichi & Minoru Suzuki) derrotaron a Jushin Thunder Liger, Toa Henare, Tomoaki Honma, Yuji Nagata y Satoshi Kojima (12:15).
  - Taichi forzó a Henare a rendirse con un «Seitei Jujiro».
- Dragon Lee, Toru Yano y Togi Makabe derrotaron a Bullet Club (Taiji Ishimori, Tanga Loa & Tama Tonga) (8:13).
  - Yano cubrió a Loa después de un «Schoolboy».
- Mikey Nicholls derrotó a Chase Owens (8:56).
  - Nicholls cubrió a Owens después de un «Mikey Bomb».
- Ryusuke Taguchi y Hirooki Goto derrotaron a Bullet Club (Hikuleo & Jay White) (10:57).
  - Goto cubrió a Hikuleo después de un «GTR».
- Los Ingobernables de Japón (Shingo Takagi, Bushi, Tetsuya Naito, Evil & Sanada) derrotaron a CHAOS (Sho, Yoh, Yoshi-Hashi, Tomohiro Ishii & Kazuchika Okada) (16:31).
  - Naito cubrió a Yoshi-Hashi después de un «Destino».
- Juice Robinson derrotó a Bad Luck Fale y retuvo el Campeonato Peso Pesado de los Estados Unidos de la IWGP (17:25).
  - Robinson cubrió a Fale después de un «Pulp Friction».
- Kota Ibushi derrotó a Zack Sabre Jr. y retuvo el Campeonato Intercontinental de la IWGP (28:58).
  - Ibushi cubrió a Sabre después de un «Kamigoye».
  - El Campeonato Peso Pesado Británico de Sabre no estaba en juego.

### 2020
Sengoku Lord in Nagoya 2020 tuvo lugar el 25 de julio de 2020 desde el Aichi Prefectural Gymnasium en Nagoya, Japón.
En paréntesis se indica el tiempo de cada combate:
- Taiji Ishimori derrotó a Yuya Uemura (8:02).
  - Ishimori forzó a Uemura a rendirse con un «Yes Lock».
- Ryusuke Taguchi, Satoshi Kojima y Togi Makabe derrotaron a Gabriel Kidd, Toru Yano y Tomohiro Ishii (10:25).
  - Makabe cubrió a Kidd después de un «German Suplex».
- Los Ingobernables de Japón (Bushi, Sanada & Tetsuya Naito) derrotaron a CHAOS (Sho, Yoshi-Hashi & Hirooki Goto) (10:31). 
  - Sanada forzó a Sho a rendirse con un «Skull End».
- Master Wato, Hiroyoshi Tenzan, Yuji Nagata, Kota Ibushi y Hiroshi Tanahashi derrotaron a Suzuki-gun (Douki, Yoshinobu Kanemaru, Minoru Suzuki, Zack Sabre Jr. & Taichi) (12:55).
  - Ibushi cubrió a Douki después de un «Kamigoye».
- Kazuchika Okada derrotó a Yujiro Takahashi (13:43).
  - Okada forzó a Yujiro a rendirse con un «Cobra Clutch».
- Shingo Takagi derrotó a El Desperado y retuvo el Campeonato de Peso Abierto NEVER (17:03).
  - Takagi cubrió a El Desperado después de un «Last of the Dragon».
- Evil (con Dick Togo) derrotó a Hiromu Takahashi y retuvo el Campeonato Peso Pesado de la IWGP y Campeonato Intercontinental de la IWGP (33:57).
  - Evil cubrió a Takahashi después de un «EVIL».
  - Durante la lucha, Togo interfirió a favor de Evil.
  - Después de la lucha, Taiji Ishimori atacó a Takahashi.
  - Después de la lucha, Tetsuya Naito desafió a Evil por los campeonatos.
  - Ambos campeonatos estaban en juego.